# Золотий берег (дендрологічний парк)
Золотий берег — дендрологічний парк місцевого значення. Об'єкт розташований на території Якимівського району Запорізької області, Федотова коса, територія б/в «Золотий берег».
Площа — 7,5 га, статус отриманий у 2006 році.